# 中国2010年上海世界博览会智利馆

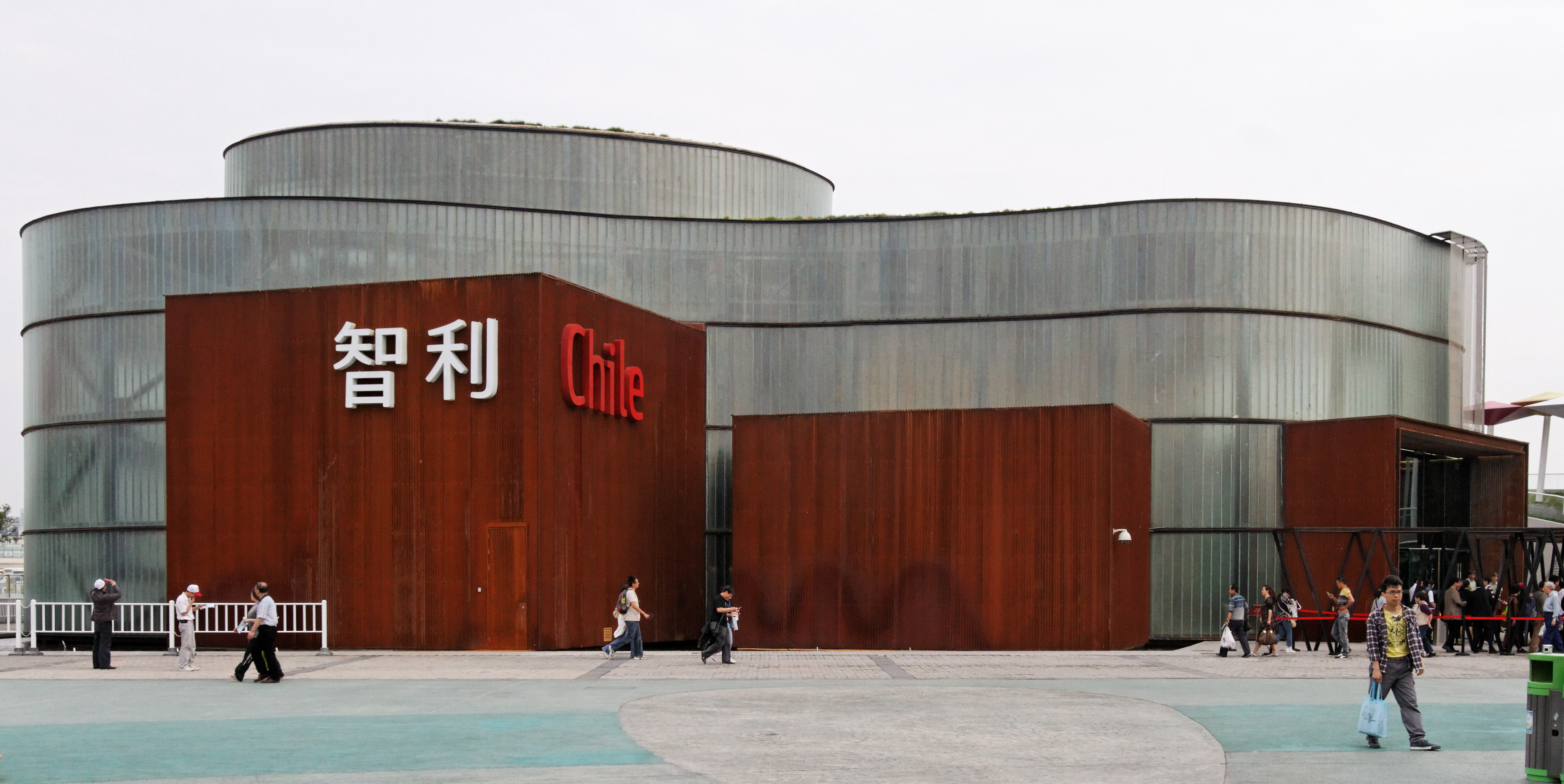
智利馆

中国2010年上海世界博览会智利馆，简称智利馆（英文：Chile Pavilion at Expo 2010），是中国2010年上海世界博览会代表智利的展馆，位于世博园区C片区。该展馆的主题为“纽带之城”，其展馆的国家馆日为9月18日。展馆形似一个呈波浪般起伏的水晶杯，又有大海中航船的意象。该展馆覆有特制的钢丝网，加上大面积的屋顶花园，可起到遮阳节能的作用。